# Craig Gordon
Craig Sinclair Gordon (Edimburgo, 31 de dezembro de 1982) é um futebolista escocês, que chegou a encerrar sua carreira precocemente por causa de uma sequência de lesões no joelho. Após um hiato de 2 anos ele retomou sua carreira para defender o Celtic da Escócia na temporada 2014/2015 substituindo a Fraser Forster.
Craig Gordon ganhou a copa escocesa pelo Hearts em 2006, sendo contratado pelo Sunderland para a temporada 2007/2008. No clube inglês conseguiu a titularidade absoluta sendo considerado na temporada 2010/2011 e 2011/2012 um dos melhores goleiros da Premier League.
Gordon também defendeu a seleção escocesa por oito anos fazendo 40 aparições e voltou a ser convocado em agosto de 2014 assim que voltou a jogar profissionalmente.